# Hiroshi Murakami
Hiroshi Murakami  (Japans 村上 寛, Murakami Hiroshi, Tokio, 14 maart 1948) is een Japanse jazzdrummer.

## Biografie
Hiroshi Murakami begon zijn loopbaan in 1967 in het trio van Takehiro Honda, daarna speelde hij in de bands van Masabumi Kikuchi en Sadao Watanabe. Als lid van het trio van Kikuchi (met Gary Peacock) nam hij in 1970 voor het eerst op (Eastward, CBS/SONY). In de jaren 70 werkte hij ook mee aan opnames van Hozan Yamamoto, Kimiko Kasai/Mal Waldron, Joe Henderson/Kikuchi Hino, Johnny Hartman, Ann Burton, Tsuyoshi Yamamoto, Sadayasu Fujii, Kunihiko Sugano, Yūji Imamura en Minasmi Yasusa. 
In 1978 nam Murakami met Kohsuke Mine, Masanro Sasaji, Mikio Masuda en Tsutomu Okada zijn debuutalbum als leider op, Dancing Sphinx. Datzelfde jaar richtte hij met Honda en Kohsuke Mine de fusiongroep Native Son op. Eind jaren 80 vormde hij met Kohsuke Mine, Fumio Itabashi en Nobuyoshi Ino de groep Four Sounds. Vanaf de jaren 90 speelde hij met Shigeharu Mukai en Tsutomu Okada. In de jazz was hij tussen 1970 en 2015 betrokken bij 53 opnamesessies, waaronder een sessie met zangeres Mariko Kajiwara.